# 554648 Olaffischer
554648 Olaffischer è un asteroide della fascia principale interna. Scoperto nel 2012, presenta un'orbita caratterizzata da un semiasse maggiore pari a 2,337942 UA e da un'eccentricità di 0,213591, inclinata di 6,404314° rispetto all'eclittica.